# 原市站
原市站（日语：／ Haraichi eki */?）是一個位於埼玉縣上尾市原市，屬於埼玉新都市交通伊奈線（New Shuttle）的鐵路車站。

## 車站結構
對向式月台2面2線的高架車站。夾在東北、上越新幹線的高架軌道之間。閘內近內宿側。

### 月台配置
| 月台 | 路線                   | 目的地         |
| ---- | ---------------------- | -------------- |
| 1    | ■伊奈線（New Shuttle） | 丸山、內宿方向 |
| 2    | ■伊奈線（New Shuttle） | 大宮方向       |

## 使用情況
2016年度的1日平均上車人次為1,331人。
近年的1日平均上車人次如下表。
| 年度               | 1日平均 上車人次 |
| ------------------ | ---------------- |
| 1999年（平成11年） | 1,068            |
| 2000年（平成12年） | 1,070            |
| 2001年（平成13年） | 1,063            |
| 2002年（平成14年） | 1,049            |
| 2003年（平成15年） | 1,024            |
| 2004年（平成16年） | 1,001            |
| 2005年（平成17年） | 994              |
| 2006年（平成18年） | 1,033            |
| 2007年（平成19年） | 1,042            |
| 2008年（平成20年） | 1,101            |
| 2009年（平成21年） | 1,110            |
| 2010年（平成22年） | 1,096            |
| 2011年（平成23年） | 1,118            |
| 2012年（平成24年） | 1,155            |
| 2013年（平成25年） | 1,175            |
| 2014年（平成26年） | 1,200            |
| 2015年（平成27年） | 1,256            |
| 2016年（平成28年） | 1,331            |

## 相鄰車站
埼玉新都市交通
■伊奈線
吉野原（NS06）－原市（NS07）－沼南（NS08）

## 外部連結
- 原市站 （页面存档备份，存于）（路線圖、車站資訊） - 埼玉新都市交通